# Лама чувар
Лама чувар је лама, гванако, алпака или хибрид који се користи у сточарству за заштиту оваца, коза, кокоши или друге стоке од предатора. У прошлости су се користили кастрирана мужјаци, али у задње време су се као популарније показале женке, као бољи и сугурнији чувари. Такође женске неће покушати да наскоче или да отерају ситнију стоку.

## Чување
Ламе чувари се бране од предатора на много начина. Ламе су инстинктивно опрезне, свесне свог окружења и могу скренути пажњу на уљеза тако што ће произести алармантан звук. Знају да ходају или потрче према уљезима па и да их ударе или пљуну. Иако су се може и догодити да и убију нападаче не сматрају се за борбене животиње. Најефикасније су против појединачних уљеза, мање против целих чопора. Ламе чувари су најпопуларније по ранчевима у западним САД, где се могу наћи крупнији предатори као што је којот. Међутим свака лама није лама чувар, и не сме се претпоставити да ће свака лама чувати стадо само зато што је лама.
Истраживања су показала да коришћење више јединки није ефикасно као само поједница. Мужјаци у групи имају тенденцију да се вежу једни с другима, а не са стоком, и могу игнорисати стадо. Мужјак од две године старости инстинктивно се повезује са новим окружењем и веома је ефикасан у спречавању напада предатора. Чини се да се неке ламе брже повезују са овцама или козама, ако су уведене непосредно пре јагњења. Многи узгајивачи оваца и коза су уочили да се створи посебна веза између јагањца и лама чувара, као и да су ламе посебно навезане на јагњад.

## Ефекасност
Већина истраживања о делотворности лама чувара обављена је са овцама. Студија из 1990. године је показала да их је 80% узгајувача оваца са ламама чуварима оценило као ефикасне или веома ефикасне. Истраживање је показало да је просечна стопа губитка предаторима пала са 21% на 7% након увођењ ламе. У другим истраживањима, више од половине лама чувара потпуно је елиминисало губитке због предатора. Ламе су знале да повреде па чак и убију псе и којоте накоји су напали стада.